# Chourakabad
 (octobre 2013).
Chourakabad (ou Shurakabad ; en persan : شورک‌آباد / Šurak-Âbâd) est une ville située dans le district central du comté de Hakimabad dans la province de Markazi en Iran. Au recensement de 2006, sa population était de 38 habitants pour 12 familles.